# Paratha

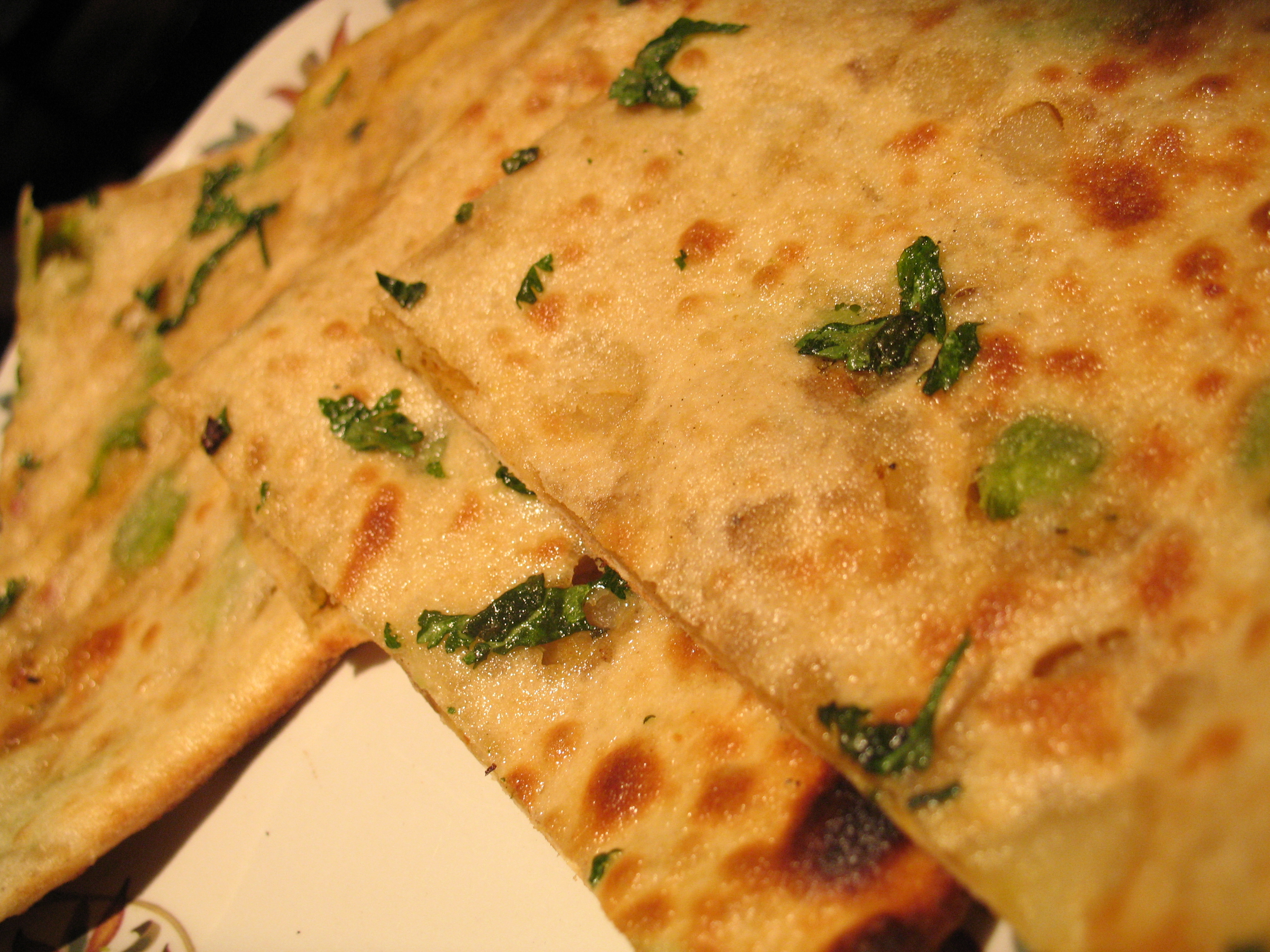
Detalhe de um pão paratha

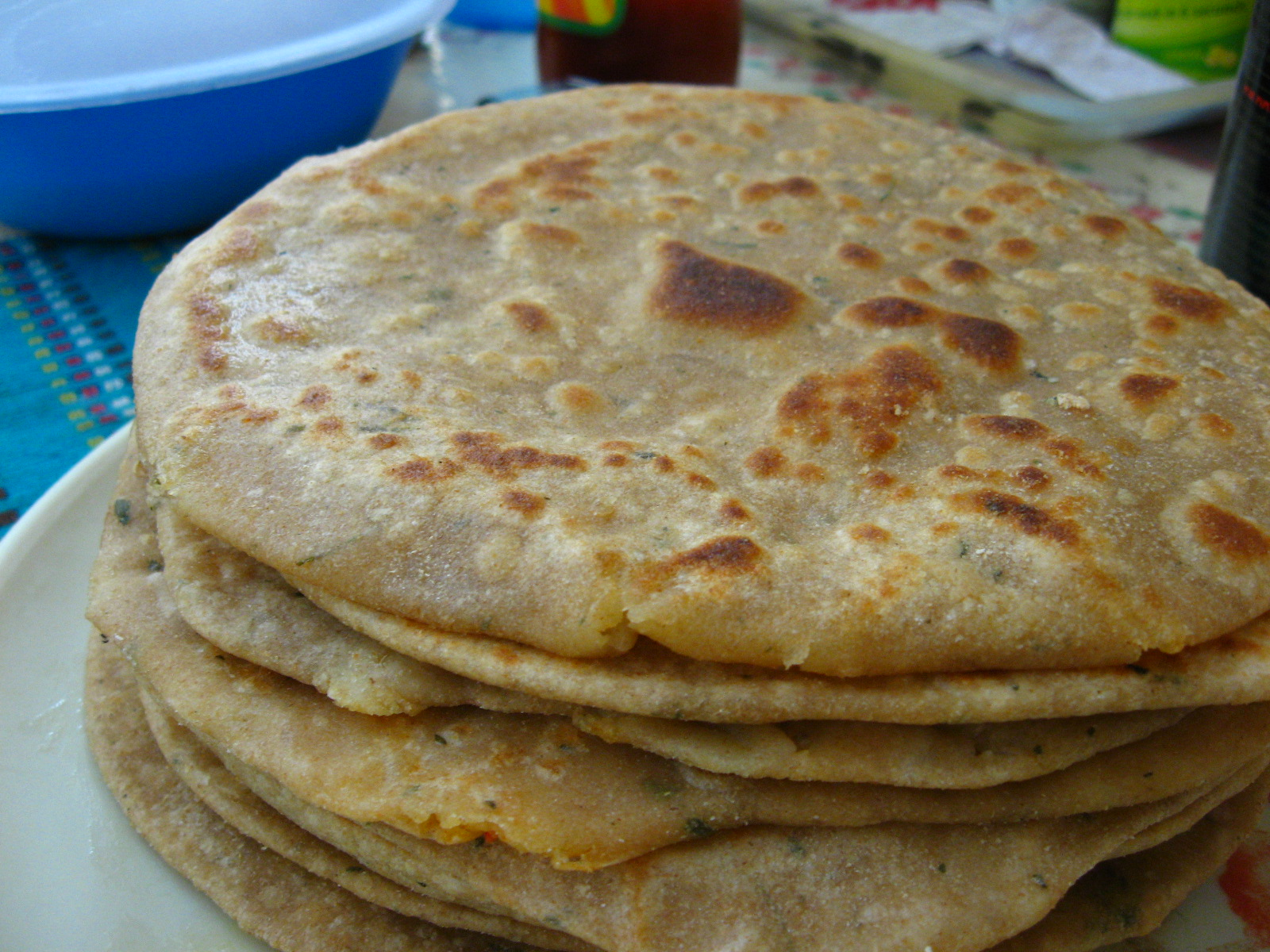
Paratha de batata

Paratha é um pão folha típico dos povos do subcontinente indiano. É um pão feito com farinha de trigo em uma panela quente com ghee/óleo e geralmente é recheado com diferentes vegetais: batata, paneer (queijo indiano), etc. Um paratha (especialmente qualquer um recheado) pode ser comido com um pouco de manteiga espalhada por cima, mas uma das melhores maneiras é servi-lo com picles e iogurte, ou um pouco de carril de carne e vegetais. Algumas pessoas preferem enrolá-lo e comê-lo com chá, no qual o paratha geralmente é mergulhado.

## Características
A paratha pode ter formato redondo, quadrado ou triangular. O recheio geralmente é misturado com farinha e preparado de maneira semelhante ao roti, embora haja uma variação na qual uma peda (bola de massa de farinha) é preparada e achatada e o recheio é incluído no centro. As duas variantes diferem na massa interna: enquanto a primeira é mais fina, a segunda é um pouco mais grossa, e algumas camadas de recheio podem ser percebidas em seu interior.
O consumo de paratha também tem certas conotações sociais. A quantidade de tempo gasto na preparação do paratha, em comparação ao roti (que é um pão muito comum no dia a dia), faz dele um item ideal para oferecer a convidados ilustres ou para ser preparado em ocasiões especiais.
Acredita-se que o paratha tenha sido concebido no norte da Índia, embora não esteja totalmente claro em qual culinária do norte ele foi inspirado. Sua origem parece ter nascido de diferentes influências: sinde, panjabe, garhwali, biar, bengala e assim por diante. Ele se espalhou por todo o sul da Ásia, então podemos ver esse pão sendo cozido em quase toda a Índia. No sul, o Querala paratha (também chamado de Keral porotta) é muito popular em toda a Índia.

## Variedades simples e recheadas
Parathas são um dos pães achatados sem fermento mais populares no subcontinente indiano, feitos assando ou cozinhando massa de trigo integral em uma tava e finalizando com fritura superficial.  Parathas são mais grossos e substanciais que chapatis/ rotis.